# Дериберин, Александр Павлович
Алекса́ндр Па́влович Дерибе́рин (укр. Олександр Павлович Деріберін; род. 25 февраля 1967, Майкоп, Краснодарский край) — советский и российский футболист, украинский футбольный тренер. Выступал на позиции вратаря.

## Карьера

### Клубная
Профессиональную карьеру начал в 1985 году в майкопской «Дружбе», которая выступала во Второй союзной лиге.
В 1990 году перешёл в «Спартак» из Анапы, далее играл в белореченском «Химике» и в «Эталон» из Баксана. После распада СССР «Дружба» стартовала в Первом дивизионе.
В первом Кубке России он вместе с одноклубниками дошёл до полуфинала, где майкопчане уступили будущим обладателям кубка московским «торпедовцам», а сам Дериберин провёл полный полуфинальный матч, пропустив лишь один гол на 21-й минуте от Дмитрия Прокопенко.

### Тренерская
После завершения футбольной карьеры работал тренером киевского Республиканского высшего училища физической культуры, после того как перешёл тренировать клуб Второго дивизиона «Мострансгаз» из Москвы взял пятерых человек с Украины, среди которых был и Игорь Ощипко. Далее работал в «Ниве» из города Винница и «Нафкоме» из Бровар. В 2008—2010 годах тренировал юношескую сборную Украины. 1 июля возглавил кировоградскую «Звезду», однако в сентябре 2010 года в связи с неудовлетворительными результатами команды подал в отставку с поста главного тренера. В июле 2011 года назначен главным тренером черниговской «Десны». К зимнему перерыву команда занимала второе место в группе «А» Второй лиги. В марте 2012 года «Десну» возглавил Александр Рябоконь, а Дериберин получил должность спортивного директора. Летом ушёл из черниговской команды. В январе 2014 года руководил сборной свободных агентов на Мемориале Макарова.

## Достижения
«Дружба»
- Полуфиналист Кубка России: 1992/93